# Cenves

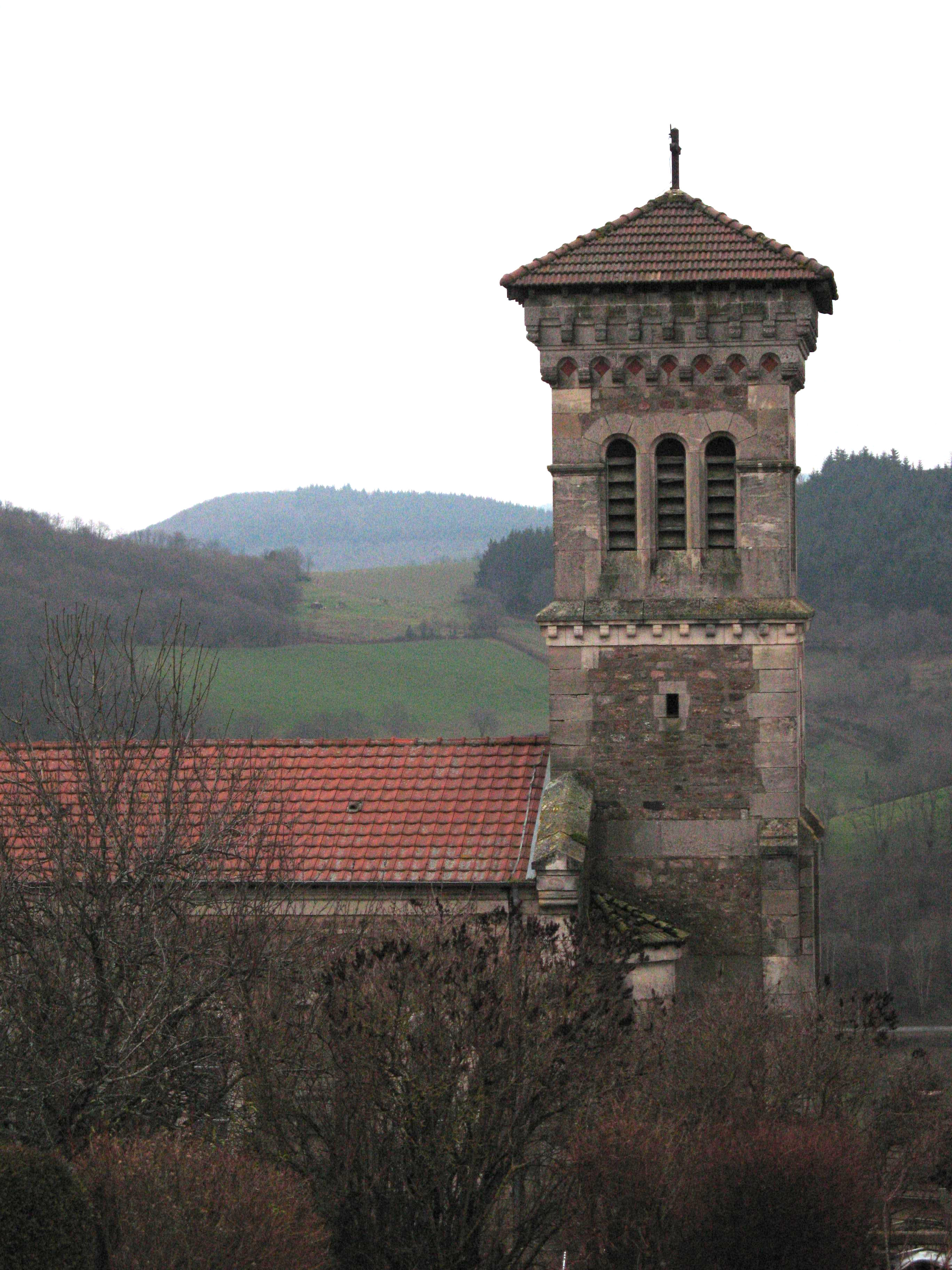
Kościół w Cenves, 2008

Cenves – miejscowość i gmina we Francji, w regionie Owernia-Rodan-Alpy, w departamencie Rodan.
Według danych na rok 1990 gminę zamieszkiwało 319 osób, a gęstość zaludnienia wynosiła 12 osób/km² (wśród 2880 gmin regionu Rodan-Alpy Cenves plasuje się na 1311. miejscu pod względem liczby ludności, natomiast pod względem powierzchni na miejscu 297.).